# Serra del Puig
La Serra del Puig és una serra situada al municipi de Maçanet de Cabrenys a la comarca de l'Alt Empordà, amb una elevació màxima de 836 metres.